# Victorino Otero
Victorino Otero (San Andrés de las Puentes, Torre del Bierzo, 1896 - Torrelavega, 30 de novembro de 1982) foi um ciclista espanhol, que foi profissional às primeiras décadas do século XX. Nascido em Leão marchou com os seus pais na França e depois foi a viver em Cantábria. Junto com Jaume Janer, foi o primeiro espanhol a acabar o Tour de France, na edição de 1924.
Uma vez retirado, abriu uma loja de bicicletas a Torrelavega onde tem uma rua em honra seu nome.

## Palmarés
- 1918
  - 1.º na Volta a Santander
  - 1.º ao Sardinero
  - 1.º na Santoña-Castro-Santoña[5]
- 1919
  - 1.º em Santander
- 1922
  - 1.º na Volta a Santander
- 1923
  - 1.º em San Sebastián
- 1924
  - Campeão Provincial de Santander
  - 3.º na Volta à Catalunha
- 1925
  - Campeão Regional de Cantábria
  - 2.º à Volta em Andaluzia e vencedor de uma etapa
  - 1.º no Grande Prêmio Opel em Vendrell
- 1926
  - 3.º à Volta a Cantábria

### Resultados ao Tour de France
- 1923. Abandona
- 1924. 42.º da classificação geral